# Cathédrale Saint-Martin d'Ypres
 (avril 2017).
Si vous disposez d'ouvrages ou d'articles de référence ou si vous connaissez des sites web de qualité traitant du thème abordé ici, merci de compléter l'article en donnant les références utiles à sa vérifiabilité et en les liant à la section « Notes et références ».
Cette  cathédrale n’est pas la seule cathédrale Saint-Martin.
La cathédrale Saint-Martin (en néerlandais : Sint-Maartenskathedraal) est un édifice religieux catholique de style gothique sis au cœur de la ville d'Ypres (Ieper), en Belgique.  Édifiée de 1230 à 1370, puis reconstruite à l'identique entre 1922 et 1930 après avoir été entièrement détruite durant la Première Guerre mondiale, elle fut le siège épiscopal résidentiel d'un évêché de 1559 à 1801. 
Après la fermeture de l'église Saint-Nicolas, et sous le nom d'église Saint-Martin-et-Saint-Nicolas, la cathédrale est devenue le principal lieu de culte de la communauté catholique d'Ypres.

## Histoire et architecture
Une première église romane a existé avant la reconstruction en gothique. 
Durant la première moitié du XIIIe siècle, Ypres n'était pas le siège d'un évêché, les églises de la ville dépendaient du diocèse de Thérouanne, mais à cette époque Ypres était devenue pour un temps la plus grande cité drapière de Flandre et l'une des villes les plus peuplées d'Europe du nord-ouest. On entreprit alors de reconstruire la plus importante église du centre-ville selon la nouvelle architecture gothique, sous l'influence des cathédrales françaises. C'est à la même époque que juste à côté de l'église fut construite d'un seul jet l'immense Halle aux draps avec son beffroi, qui surpasse l'église en étendue et en splendeur. Les deux monuments forment un très bel ensemble monumental gothique vu de la Grand-Place. Le chœur de l'église fut commencé vers 1230, dans un style encore gothique primitif, influencé par le gothique scaldien qui se développait à cette époque dans le diocèse de Tournai, mais surtout probablement par les cathédrales disparues de Thérouanne, Arras et Cambrai qui étaient de style primitif. Le reste de l'église a été construite au cours du XIIIe siècle et s'est poursuivi durant le siècle suivant. On perçoit les évolutions du style au niveau des détails (gothique rayonnant dans le transept, puis flamboyant dans la nef), mais l'homogénéité de l'ensemble et la cohérence du vaisseau fut toujours préservée au fil des campagnes de construction. La grosse tour en narthex est la partie la plus tardive, elle a été construite dans la variante flamande du style gothique brabançon. Les travaux s'arrêtent en 1370. L'église est construite avec une variété de matériaux régionaux : grès dur grossier pour une partie des murs extérieurs, pierre bleue de Tournai pour toutes les parties nobles (colonnes, ogives), pierre blanche, brique jaune ; leur combinaison confère une polychromie naturelle à l'édifice.
Le diocèse d'Ypres fut créé en 1559 lors de la réorganisation des structures ecclésiastiques des Pays-Bas méridionaux. L'église Saint-Martin fut alors élevée au rang de cathédrale. L'évêque le plus célèbre de l'histoire de ce diocèse est Cornelius Jansen, qui fut à l'origine du Jansénisme, une idéologie politico-religieuse qui marqua le XVIIe et le XVIIIe siècle. Ce diocèse fut ensuite supprimé en 1801 lors d'une nouvelle réorganisation des diocèses faisant suite au Concordat de Napoléon Ier. Dès lors l'église n'est plus le siège résidentiel d'un évêché mais simplement une cathédrale titulaire. En 1834 elle est rattachée au diocèse de Bruges, lors de la dernière réorganisation des diocèses qui a fait suite à la formation de l'état belge.

## Destruction et reconstruction

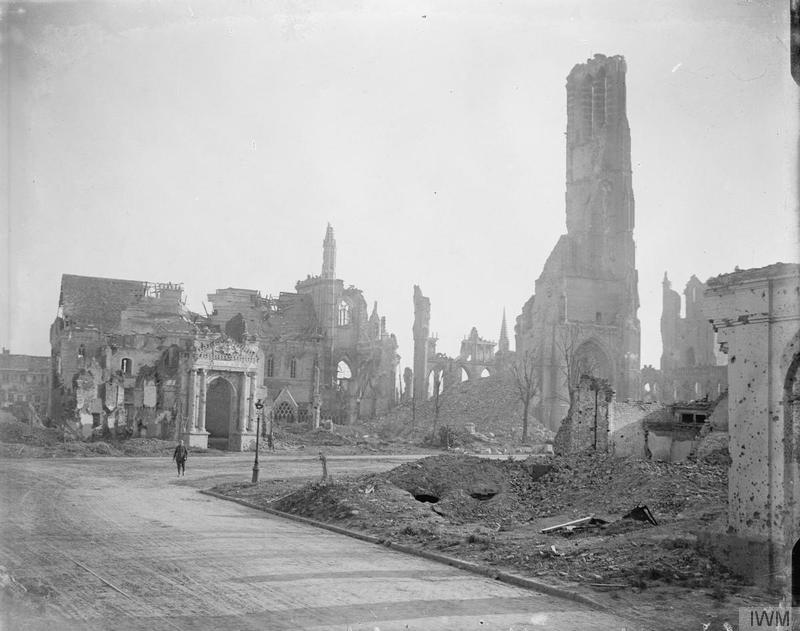
La cathédrale en 1916.

Durant la Première Guerre mondiale, la ville fut au cœur du Saillant d'Ypres, l'église a été complètement détruite, comme toute la ville. Elle a été entièrement reconstruite à l'identique entre 1922 et 1930. L'architecture de la nouvelle église est donc purement gothique et respecte scrupuleusement celle du bâtiment d'origine, jusqu'aux détails et avec les différences stylistiques de chaque partie, et la diversité des matériaux d'origine. Les différences avec l'original sont peu nombreuses si ce n'est quelques rares rectifications. Cependant la flèche de la tour, qui était restée inachevée depuis le Moyen Âge, fut construite entièrement de façon plus achevée, la nouvelle version de l'église culmine donc plus haut que l'ancienne, à 102 mètres.

## Plan et dimensions
Elle a un plan basilical traditionnel en croix latine avec une nef, un transept et un chœur. L'abside du chœur est dépourvue de déambulatoire et de chapelle rayonnante. Elle possède une seule tour imposante située en narthex, formant la façade occidentale.
Dimensions :
- longueur totale : 100 m ;
- longueur de la nef : 40 m ;
- hauteur sous voûte : 26 m ;
- hauteur de la tour : 102 m.

## Tombes
Deux personnages historiques y sont enterrés : le comte Robert III de Flandre dit le « Lion des Flandres », et l'évêque Jansénius, à l'origine du Jansénisme.

## Galerie

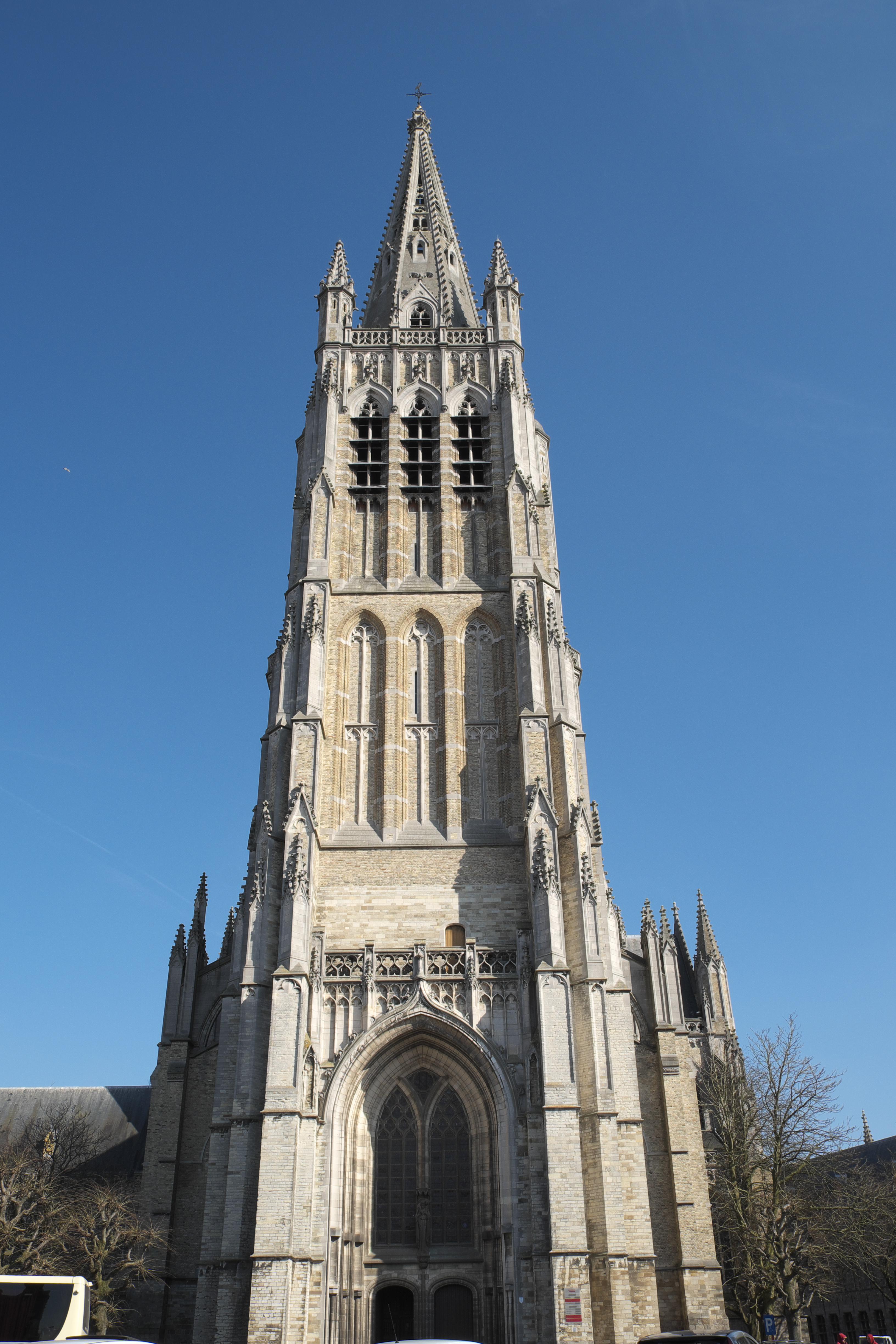
La façade occidentale.
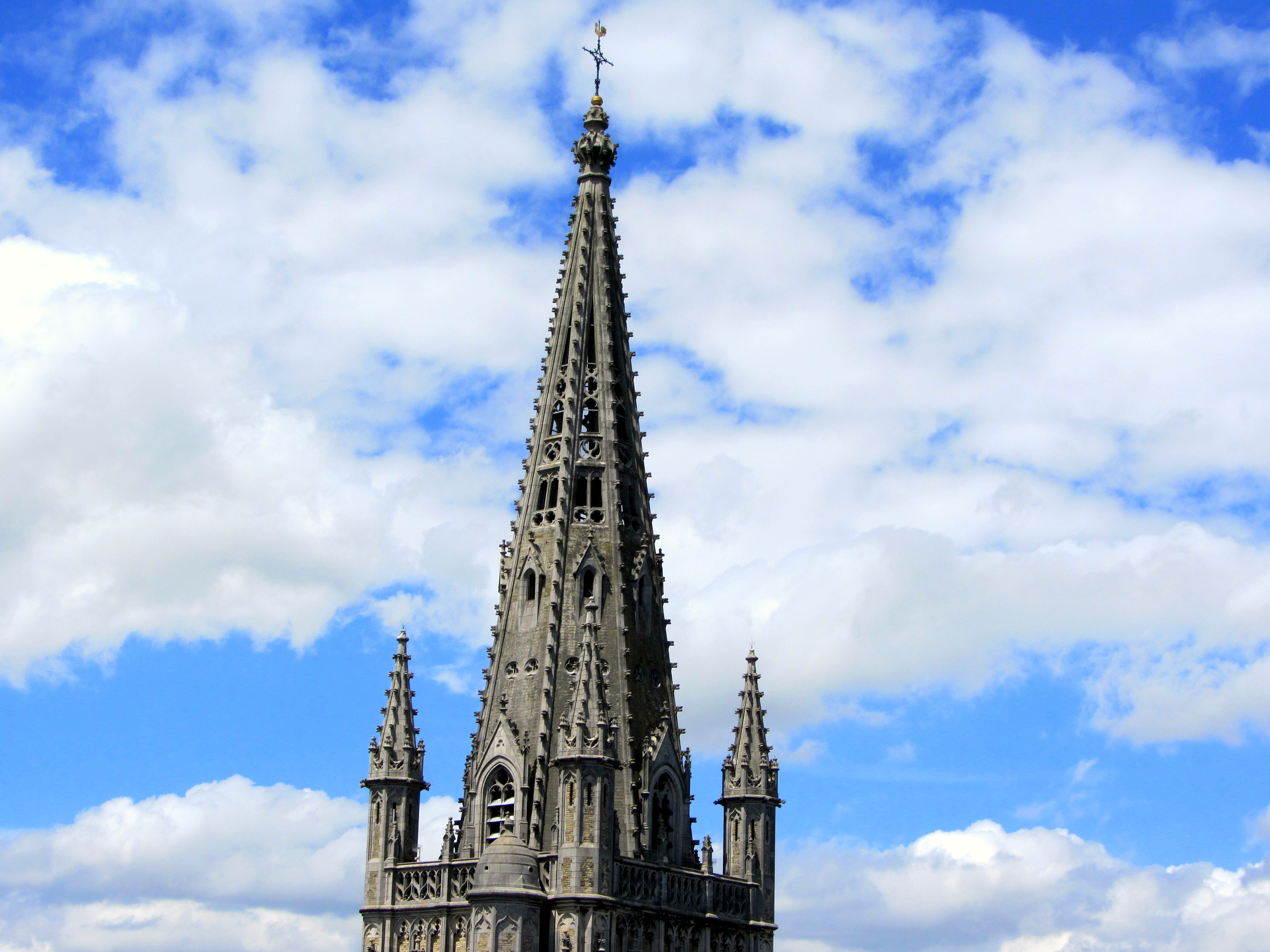
La flèche.
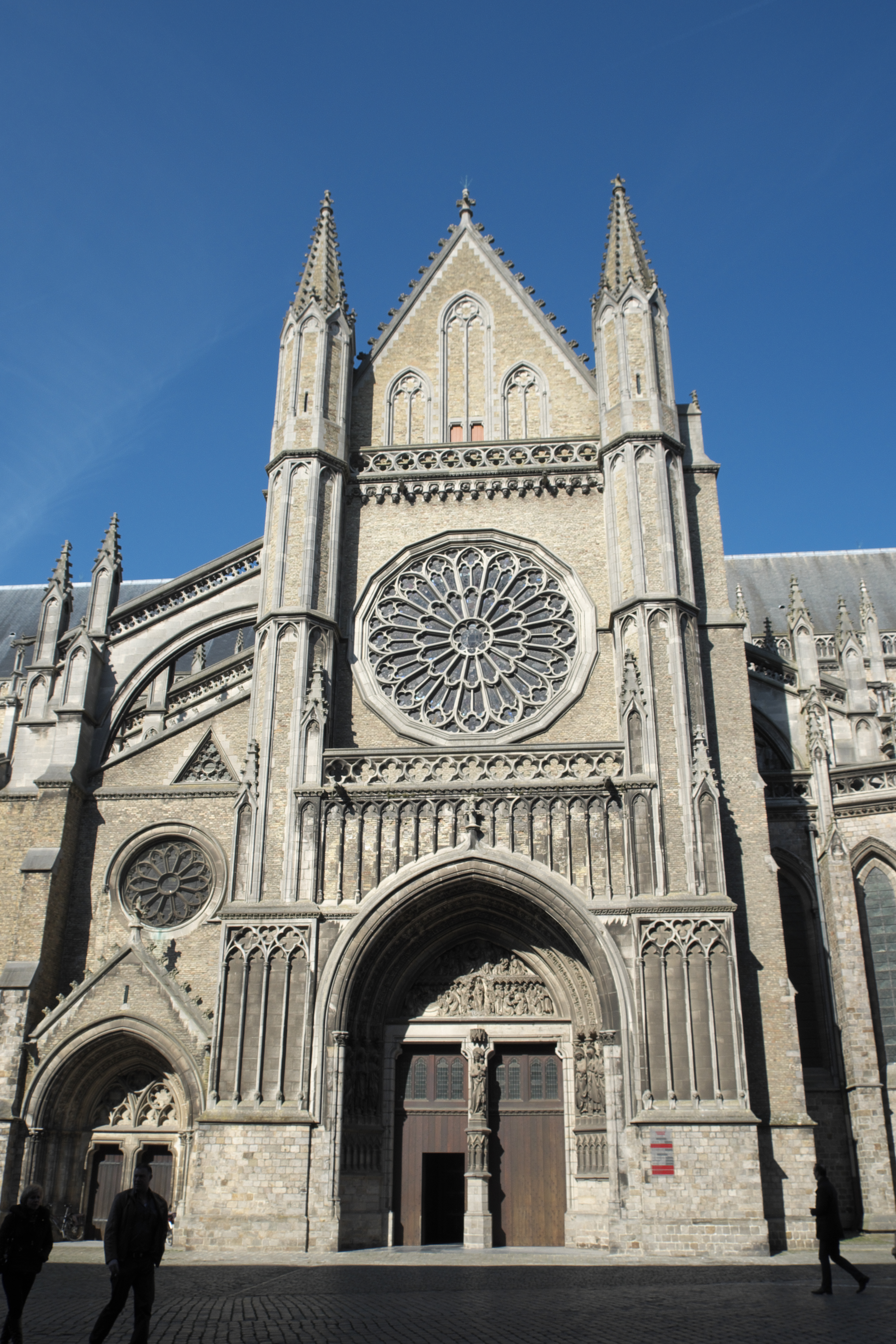
Façade sud du transept, avec une rosace hexadécagonale.
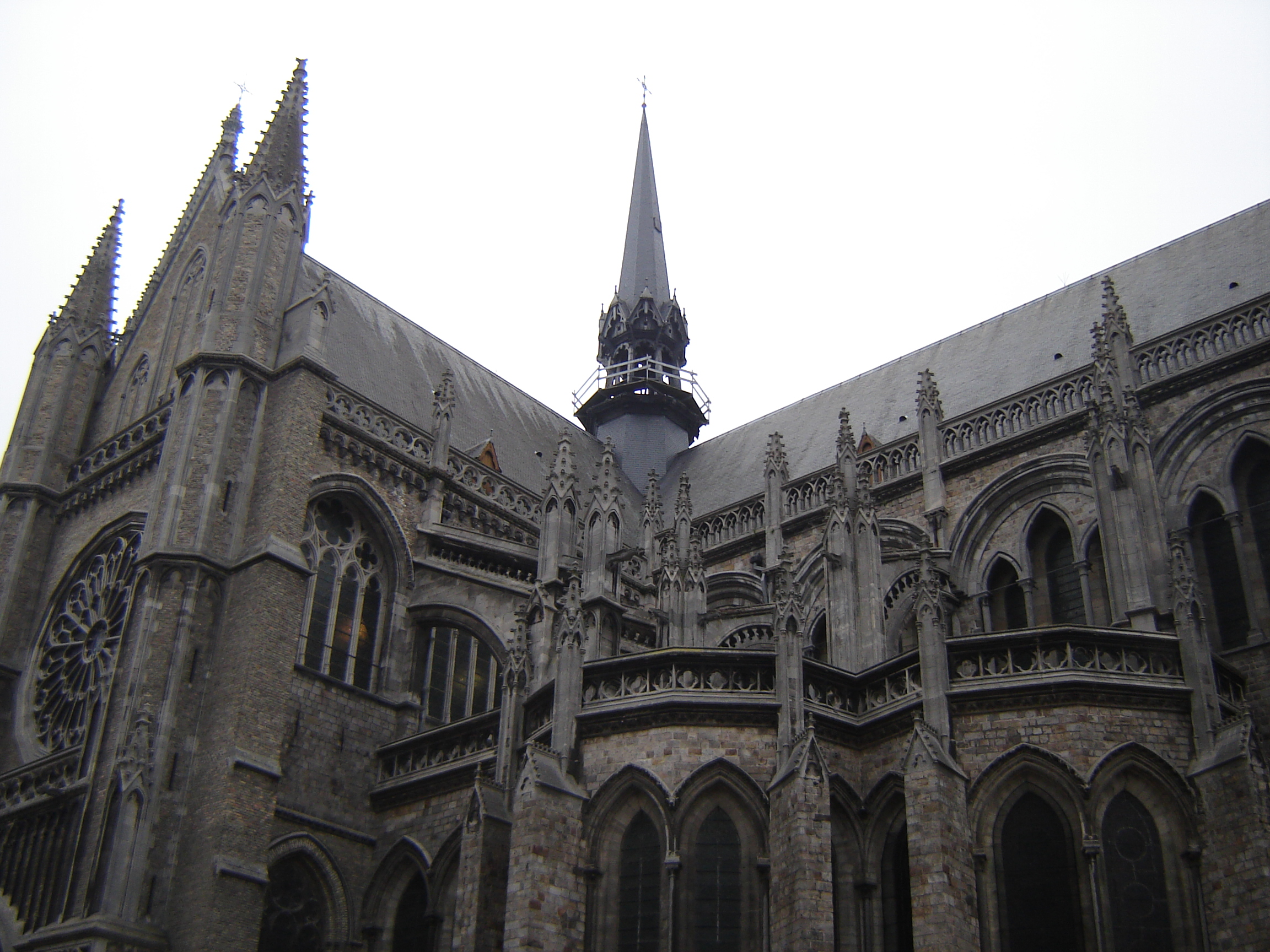
Intersection chœur-transept.
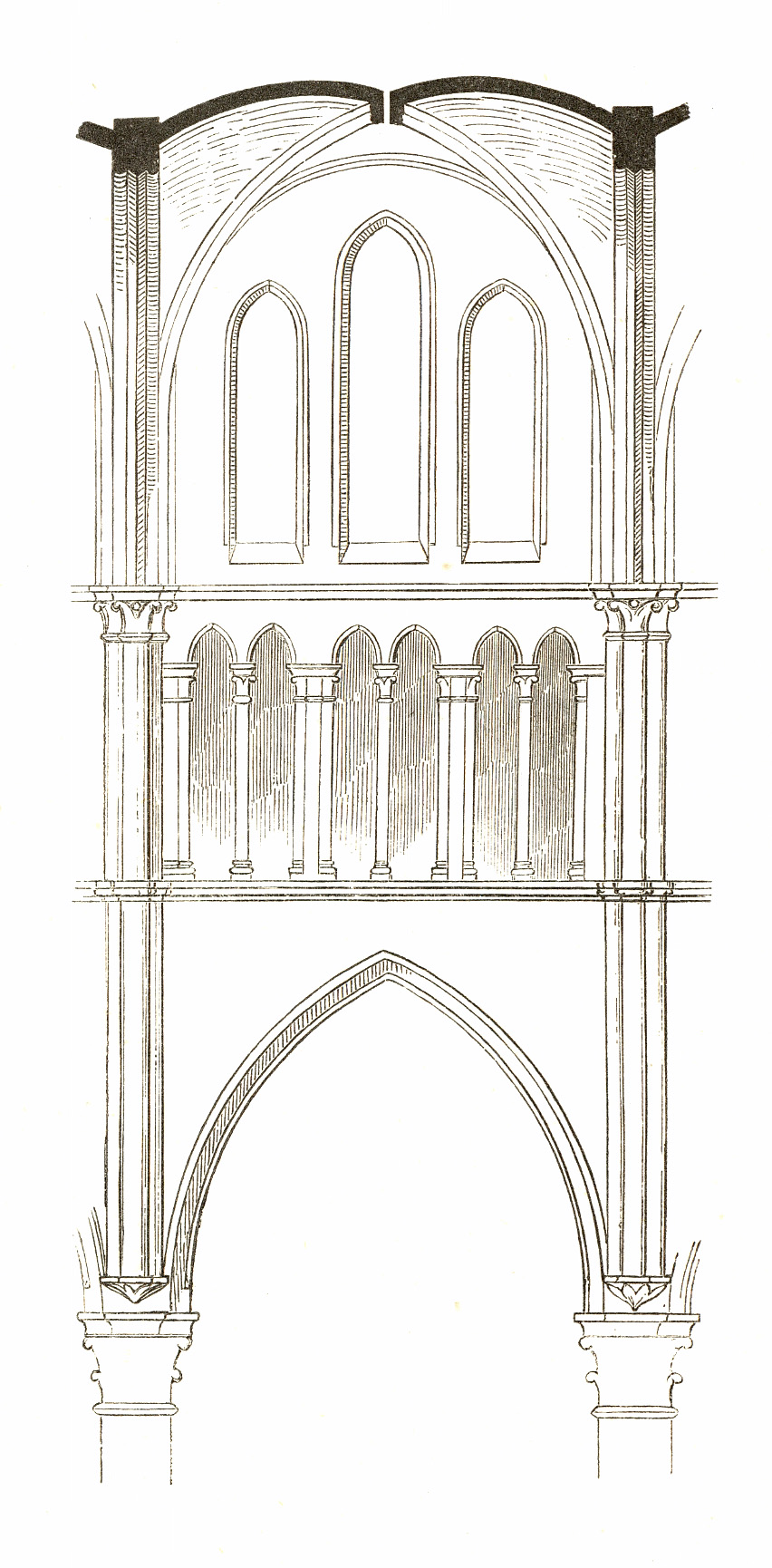
Élévation du chœur, gothique primitif.
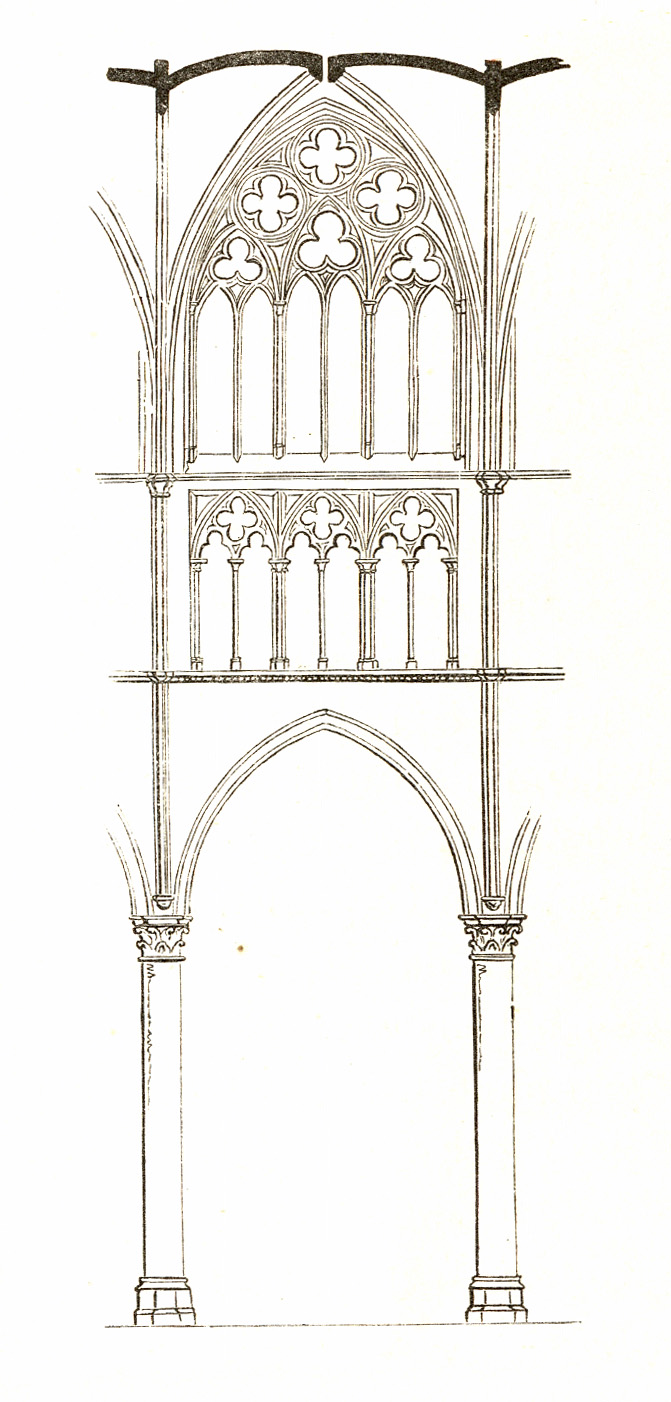
Élévation du transept, gothique rayonnant.
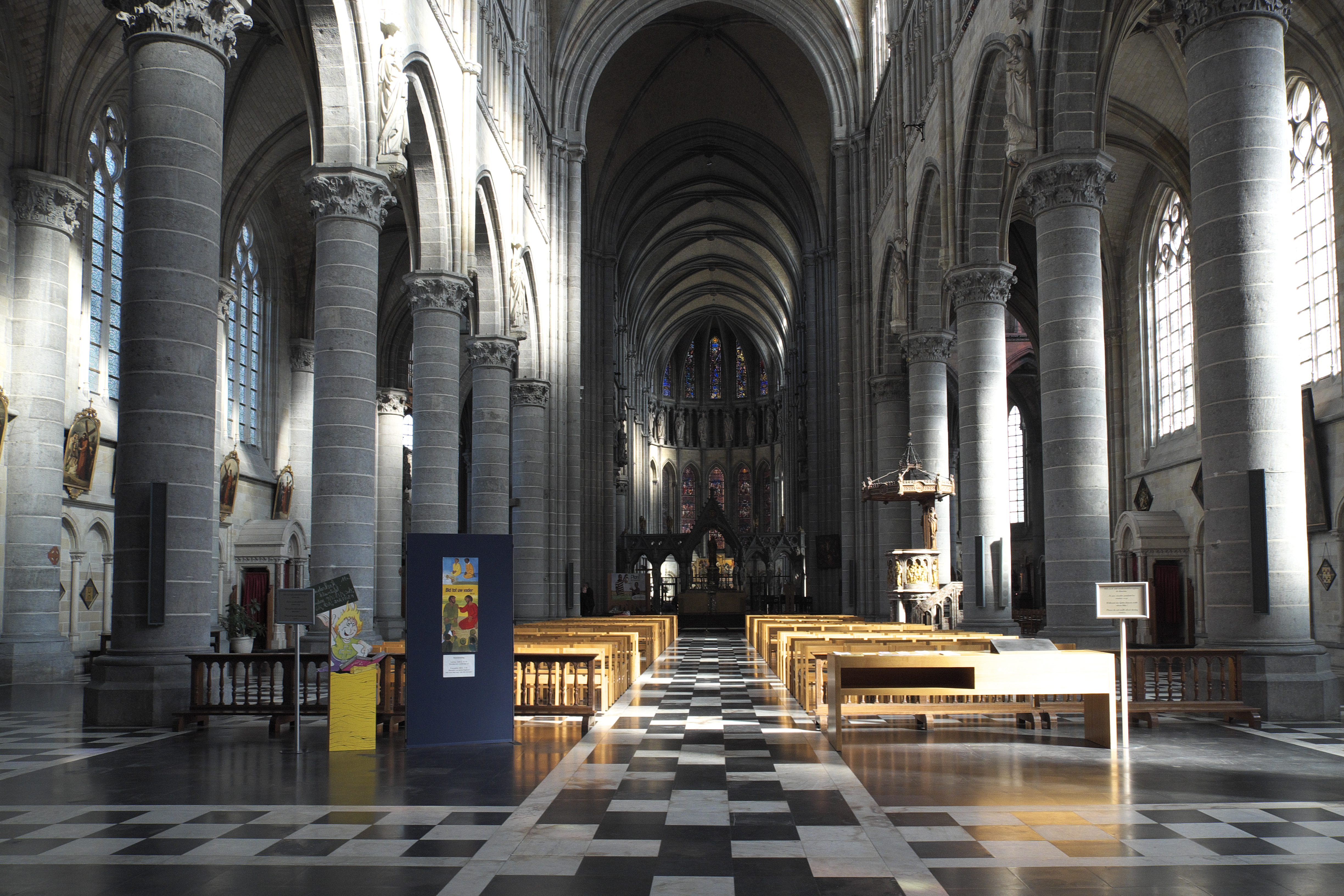
Le vaisseau central.
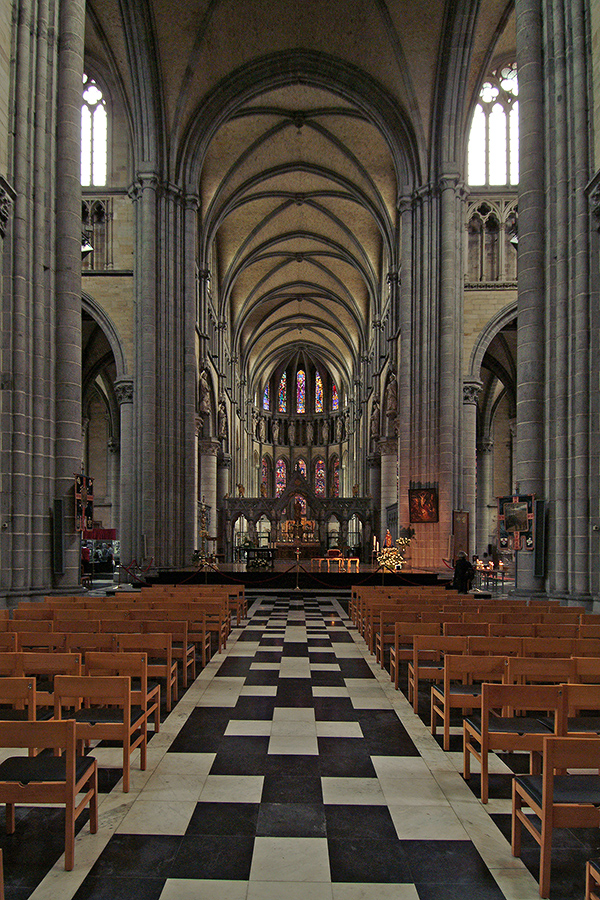
La croisée et le chœur.
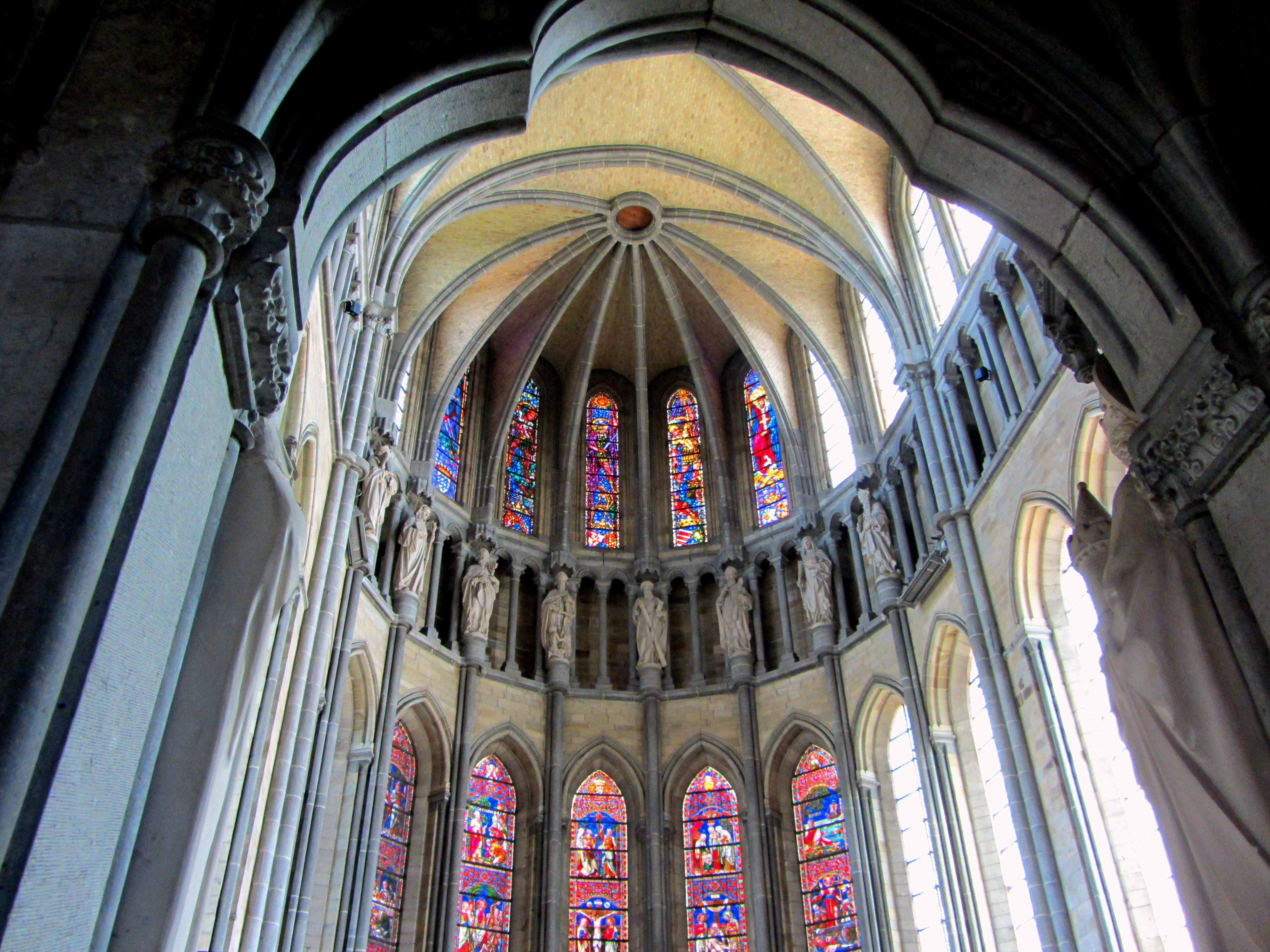
Le chœur et ses vitraux.
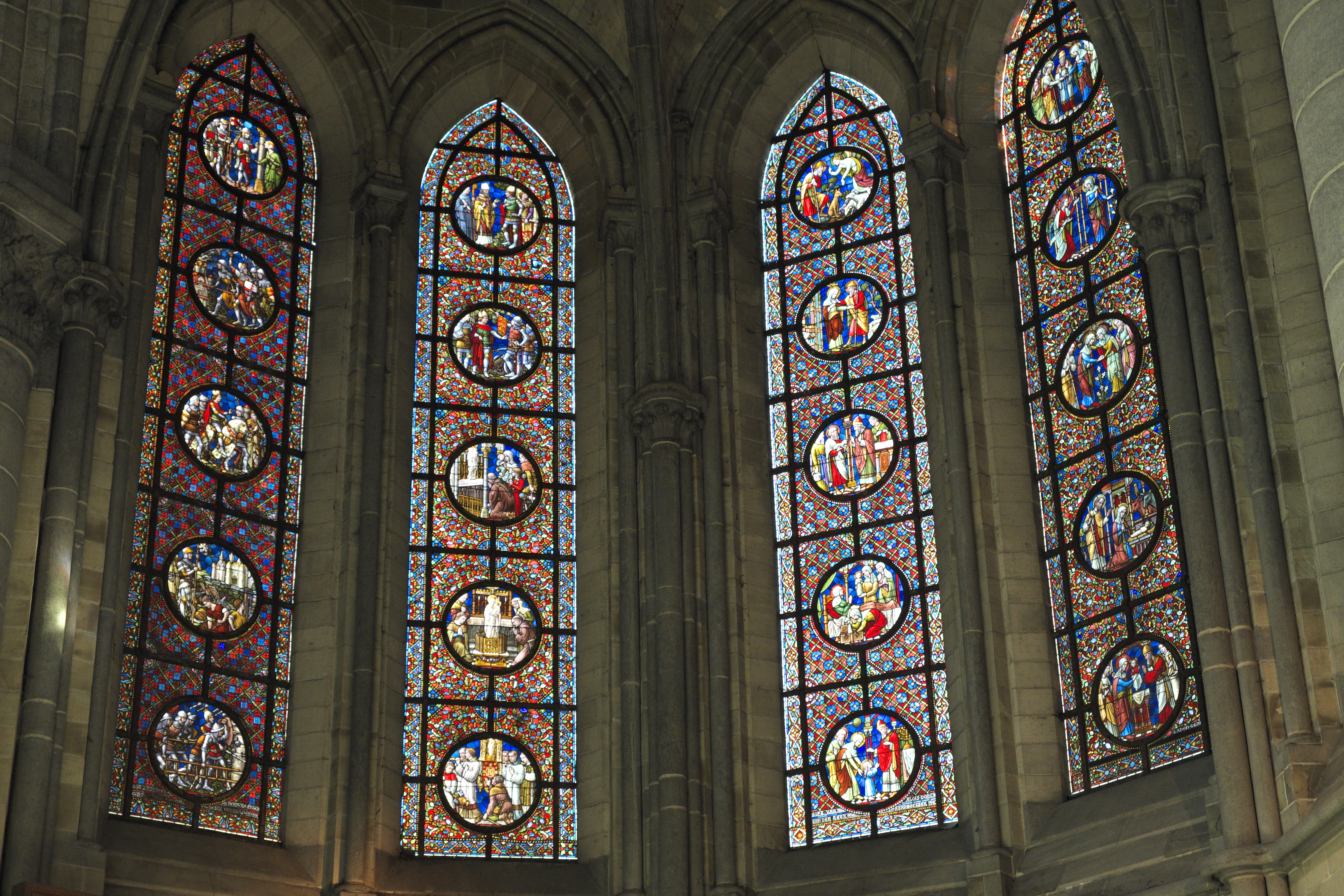
Vitraux néogothiques.
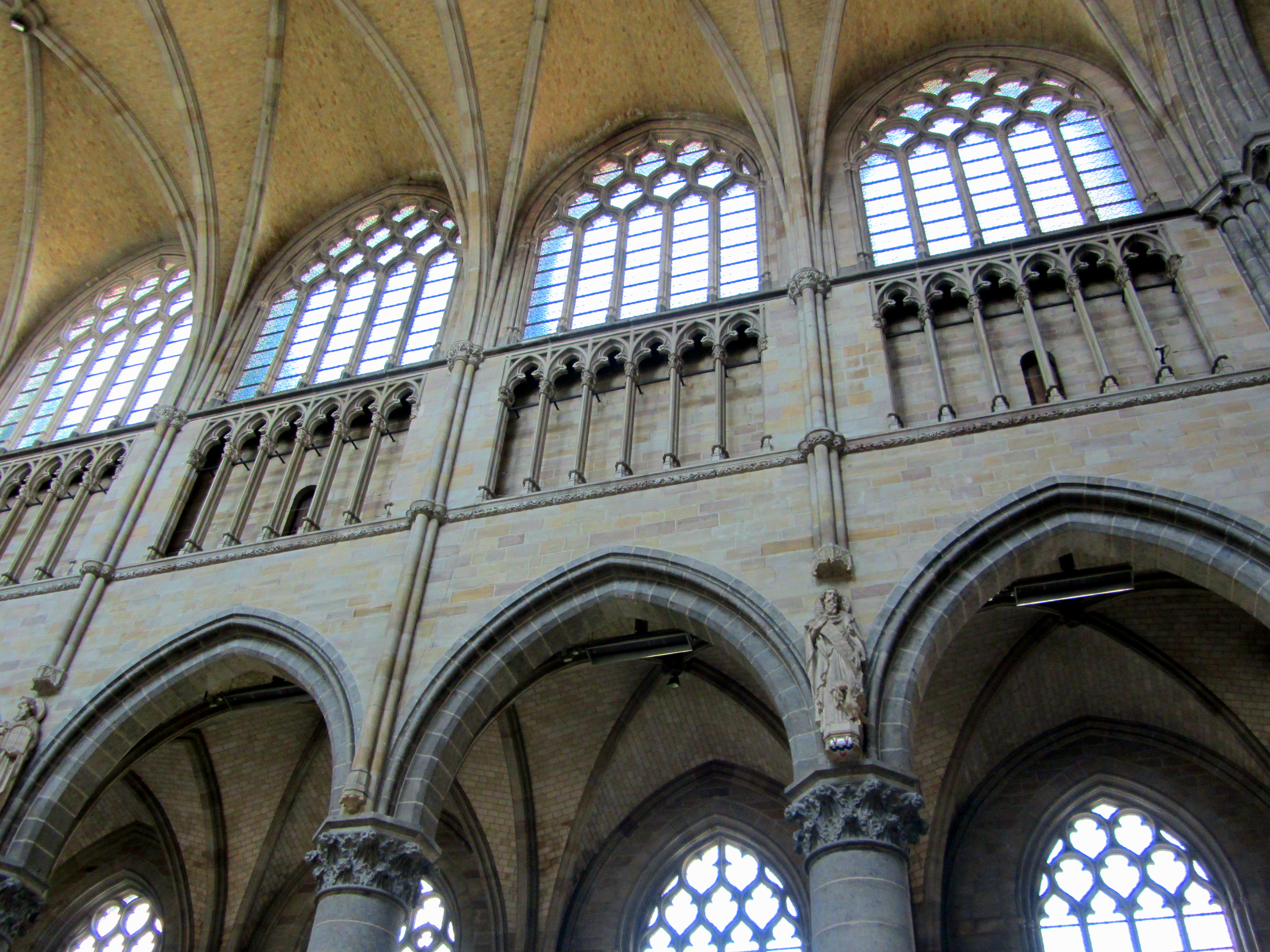
Triforium et claire-voie de la nef.
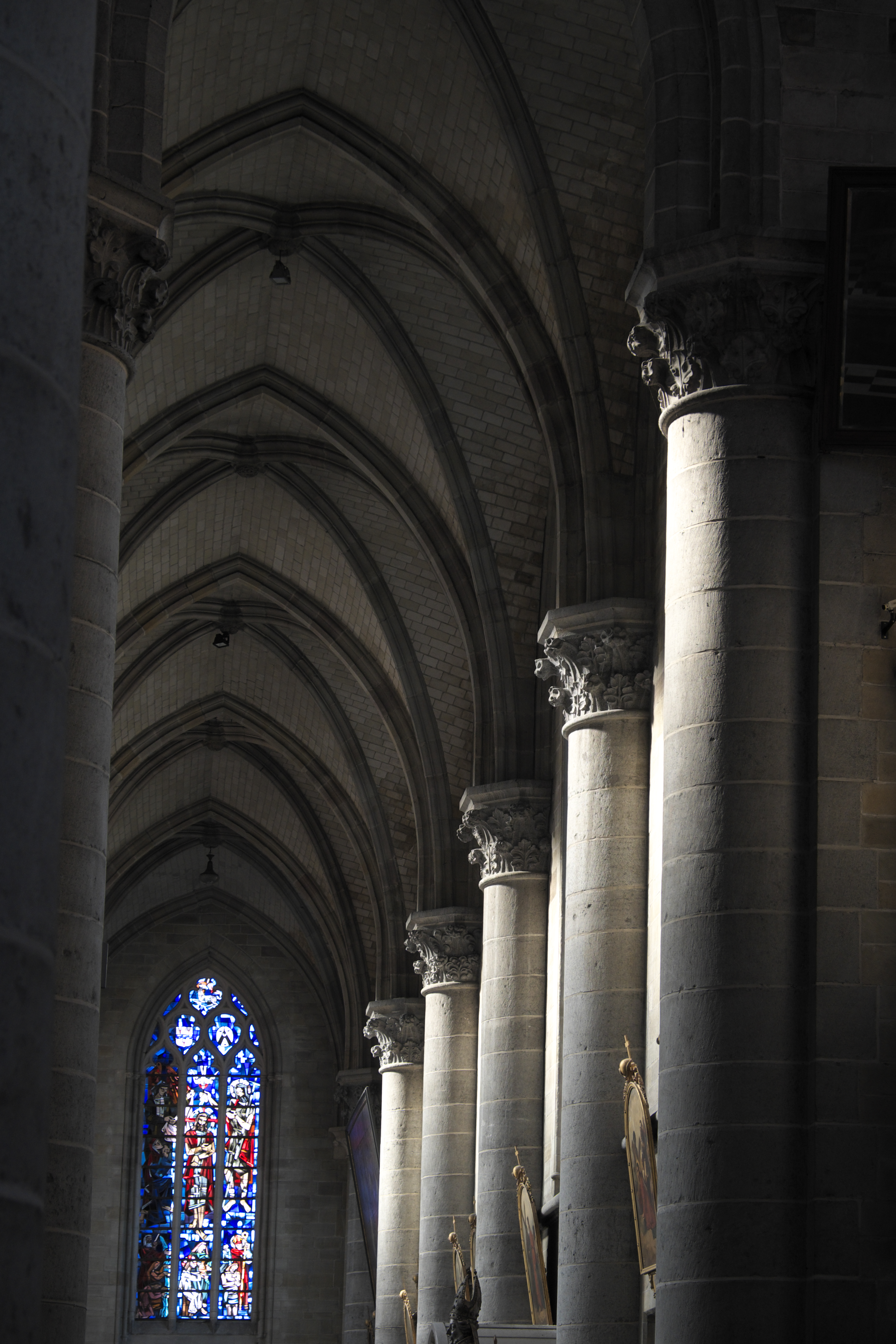
Bas-côté de la nef.
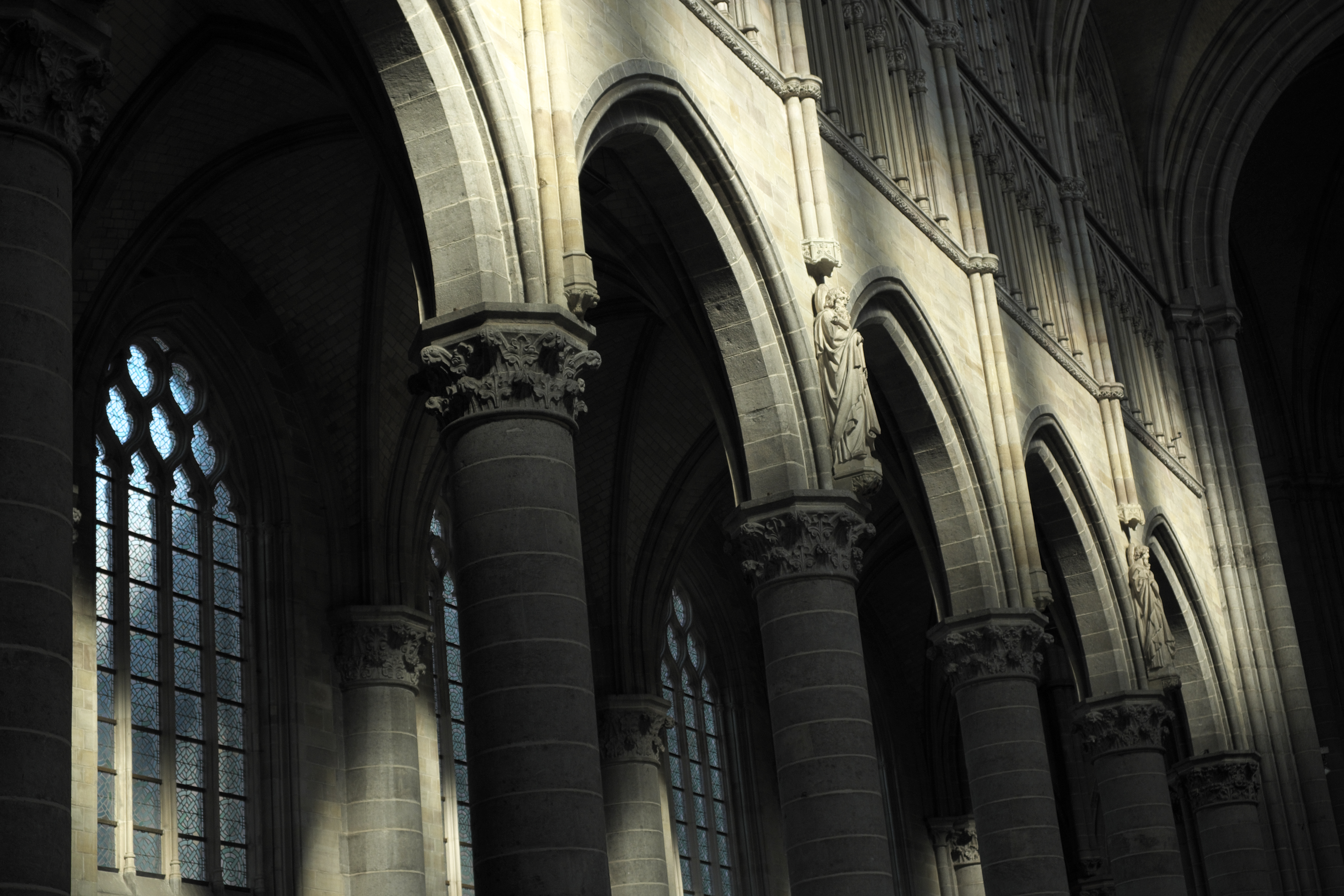
Arcades de la nef.
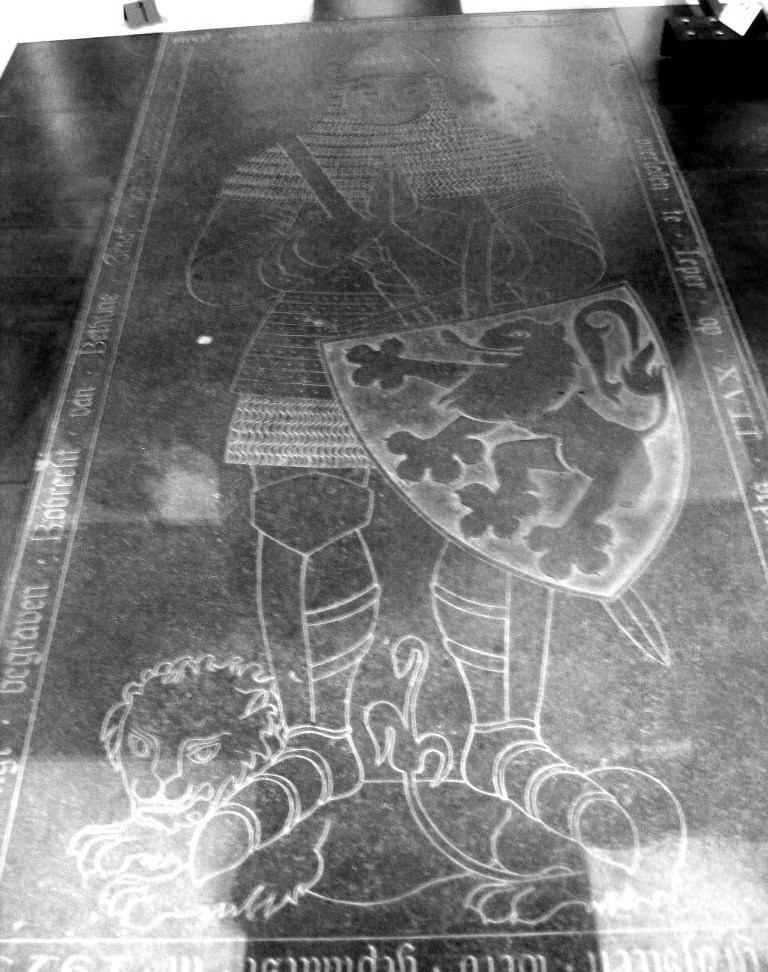
La pierre tombale de Robert III de Flandre.

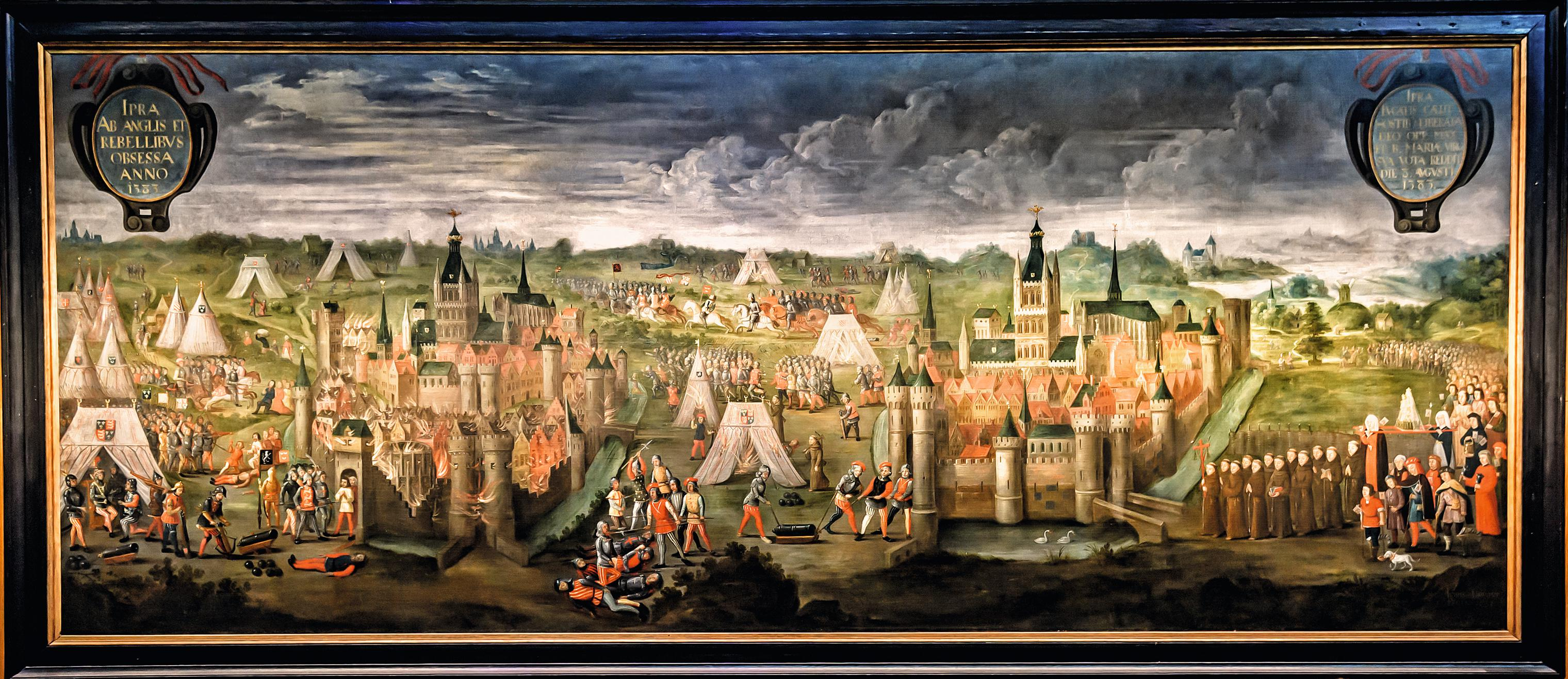
Siège d'Ypres
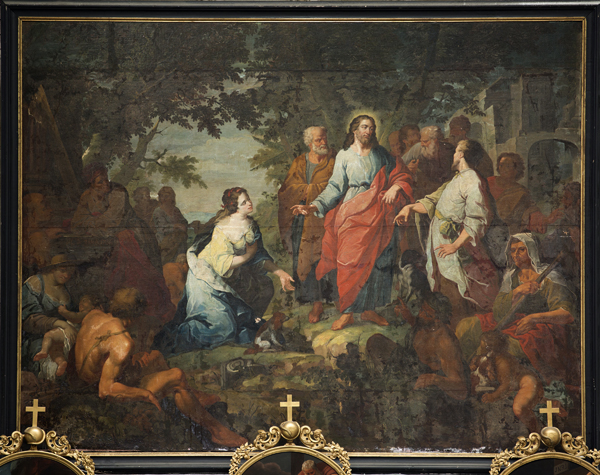
Matthijs De Visch
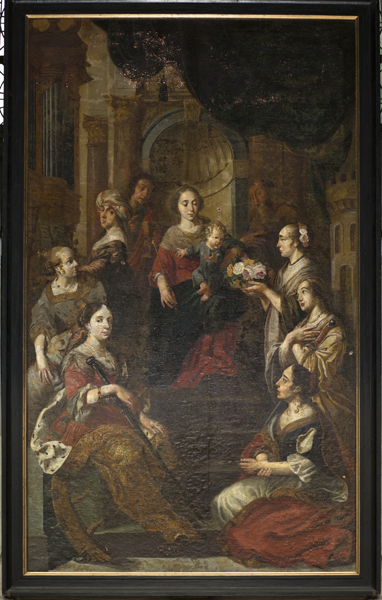
Victor Boucquet
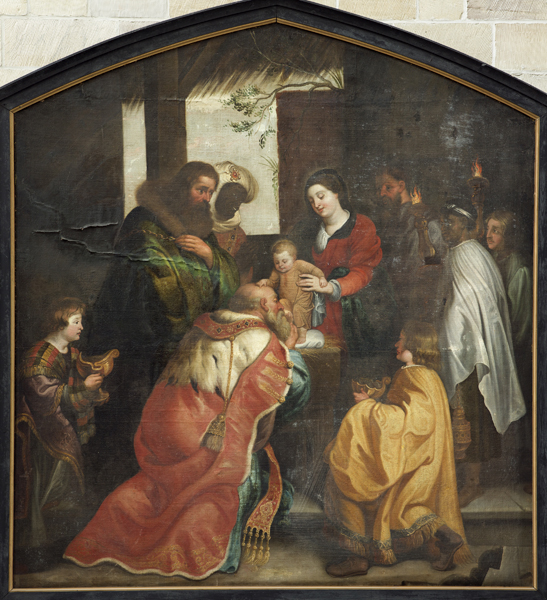
Adoration des mages
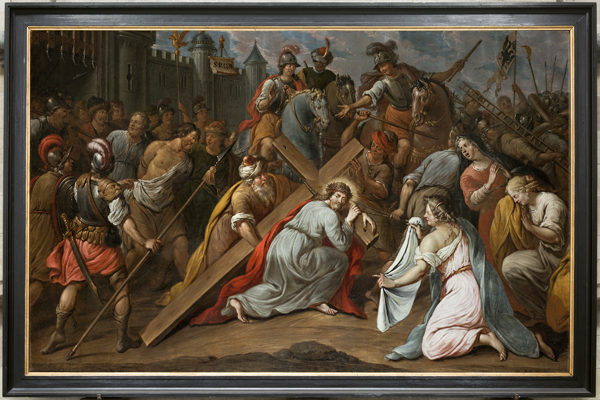
Portement de croix